# 理性寺
理性寺（りしょうじ）は、東京都杉並区にある法華宗陣門流の寺院。

## 概要
1654年（承応3年）、大久保忠辰・忠陰兄弟が両親である大久保忠当夫妻の菩提を弔うために創建した。そのため開基は大久保夫妻とし、山号と寺名の「法真」「理性」は夫妻の戒名に由来する。
元々は内藤新宿四谷大木戸（現・東京都新宿区新宿）に位置していた。旗本内藤重頼の別荘を借りて「大久保家下屋敷」の名目で寺の運営を始めた。その後、正式に寺の境内として認められるようになった。
1914年（大正3年）に現在地へ移転した。

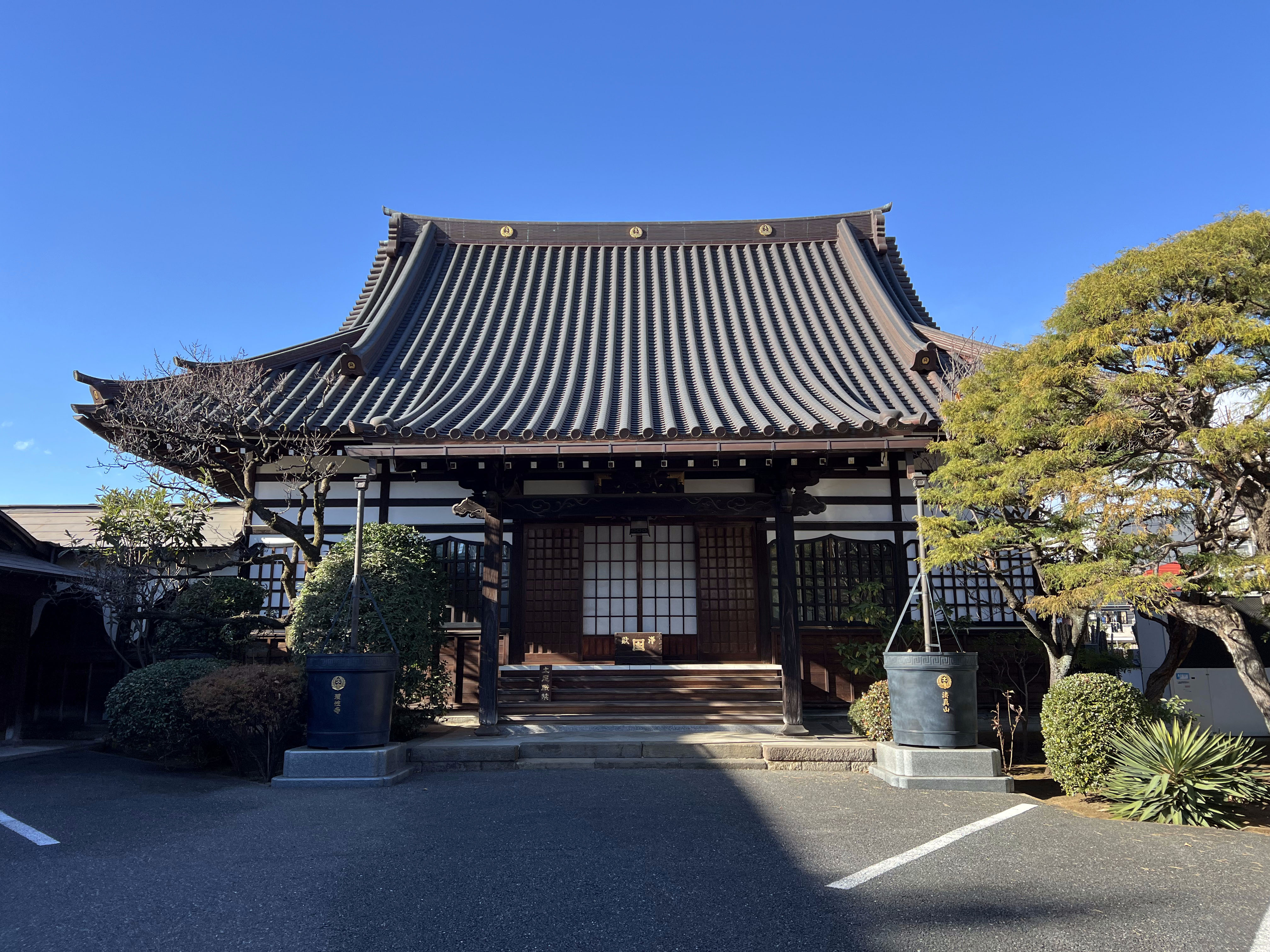
本堂

## 境内
- 大黒殿
  - 「火伏せの大黒天」という大黒天像を安置している。この大黒天は日蓮の作といわれ、火災の時に大団扇をもって現れて、火災を防いだという逸話から「火伏せの大黒天」と呼ばれるようになった[2]。

## 墓所
- 浜田屋弥兵衛（米問屋）
  - 同区の地名の浜田山の由来となる。
- 伊庭可笑（戯作者）
- 林恒斎（江戸幕府医師）
- 初代杵屋三五郎

## 交通アクセス
- 西永福駅より徒歩2分。